# Тимофій (Шреттер)
Митрополит Тимофій (пол. Metropolita Tymoteusz, Георгій Іванович Шреттер; 16 травня 1901, Томашів коло Рівного, Волинська губернія — 20 травня 1962, Варшава) — єпископ Польської православної церкви, митрополит Варшавський та всієї Польщі.

## Життєпис
За походженням німець (батько — німецький колоніст).
1919 — закінчив повний курс класичної гімназії у місті Острог.
1922—1923 — служив у лавах Польської армії, закінчив Артилерійське резервне офіцерське училище.
1925—1929 — навчався на Православному богословському факультеті Варшавського університету, закінчив курс із званням магістра богослов'я.
11 серпня 1930 — рукопокладений в ієрея Почаївської лаври і призначений до приходської церкви села Ланівці на Волині. Незабаром став вдівцем.
14 квітня 1934 — Ставши священиком, виявив себе прихильником полонізації Православної Церкви, призначений військовим священиком та благочинним при управлінні 2-го корпусу Польської армії, а також був у чині майора деканом військової округи у Люблині.
В умовах війни, що насувалася, польські та большевицькі влади прискорювали ополячення православних церков на окупованих територіях. Для цього у 1938 були обрані нові архієреї, що вважали себе «православними поляками» на противагу українцям і білорусам, що складали більшість пастви Польської православної церкви. Одним із таких був Георгій Шреттер. 31 жовтня 1938 пішов із попередньої посади до армії.
12 листопада 1938 — у Почаєві пострижений в чернецтво з іменем Тимофій. Наступного дня був зведений в архімандрити.
27 листопада 1938 — за протекцією польських кіл, отримав єпископську хіротонію в єпископа Люблинського, вікарія Варшавської єпархії (вікарій люблінський).
До вересня 1939 викладав у Варшавському богословському факультеті гомілетику, служив директором митрополичої канцелярії та пансіонату для православних богословських студентів.
Після приходу німецької адміністрації у 1939 був відправлений до Яблочинського монастиря, був там настоятелем.
У 1940 призначений вікарієм Холмської єпархії із перебуванням у Яблочинській обителі, де він жив під час Другої світової війни.

### Управляючий справами Польської православної церкви
З приходом окупаційних військ Червоної армії з 10 серпня 1944 вступив у тимчасове управління Холмською єпархією. На початку 1945 виявився єдиним архієреєм Польської православної церкви, що залишився в Польщі, так як інші пішли з німцями. Він встановив зв'язок із екзархом України митрополитом Київським Іоанном (Соколовим) і на його ім'я прислав прохання про прийняття його до єпархії під омофор і на его ім'я прислали прохання про прийняття його єпархії під омофор Московського першосвятителя.
До весни 1945 переїхав із Холму до Варшави, де у квітні відвідав большевицьке консульство, висловивши бажання увійти у зв'язок з патріархом Московським Алексієм та ліквідувати польську автокефалію. Єпископ Тимофій заявив, що всі три єпархії Польської Церкви підтримують його клопотання і сам він є фактичним головою Польської Церкви після втечі митрополита Варшавського Діонісія. Большевики вважали за можливе прийняти його пропозицію після узгодження із польською владою, але самого Тимофія від керівництва відсторонити.
Повернення в кінці 1945 до Польщі митрополита Діонісія, який відмовився зректися від автокефалії Польської Церкви, змінило обстановку. Змушений поступитися митрополиту у формальній першості, владика Тимофій залишився насправді управителем внутрішніми справами Польської Церкви.
15 липня 1946 — зведений в архієпископи і призначений керувати Білостокською та Бєльською єпархіями, заступником митрополита Варшавського. У зв'язку із арештом митрополита Діонісія, рішенням від 6 квітня 1948 рада міністрів Польщі створила тимчасову Керуючу колегію по справах управління Польською Автокефальною Православною Церквою під головуванням архієпископа Тимофія.
У червні 1948 — прибув до Москви, де 21 червня був прийнятий патріархом Московським Алексієм.
22 червня патріарх та Синод російської православної церкви надали Польській Церкві автокефалію.
Повернувшись до Польщі жив у митрополичому будинку по сусідству із зміщеним митрополитом Діонісієм, з яким був у складних стосунках.
У зв'язку із перебудовою єпархій став титулуватися Білостокським та Гданським. Продовжував відновлювати Польську Православну Церкву — облаштуванню навчальних закладів, відновленню видавничої справи.
У 1950 — на Різдвяні свята відвідав Палестину.
13-20 червня 1951 — очолив делегацію Польської Церкви до Москви і надав прохання патріарху Московському Алексію про канонічний відпуст до Польської Церкви достойного кандидата для митрополичої катедри.

### При митрополиті Макарії
Із обранням на предстоятельський престол архієпископа Макарія (Оксіюка) 7 липня того ж року був звільнений від місцеблюстительства Варшавської митрополичої катедри.
Деякий час залишався у Варшаві, але після архієрейського Собору 5 вересня 1951 виїхав до Білостоку.
Із відбуттям митрополита Варшавського Макарія на лікування до СССР знову став заступником митрополита і тимчасовим управителем справами Польської Православної Церкви з 8 грудня 1959.

### Предстоятель Польської Православної Церкви

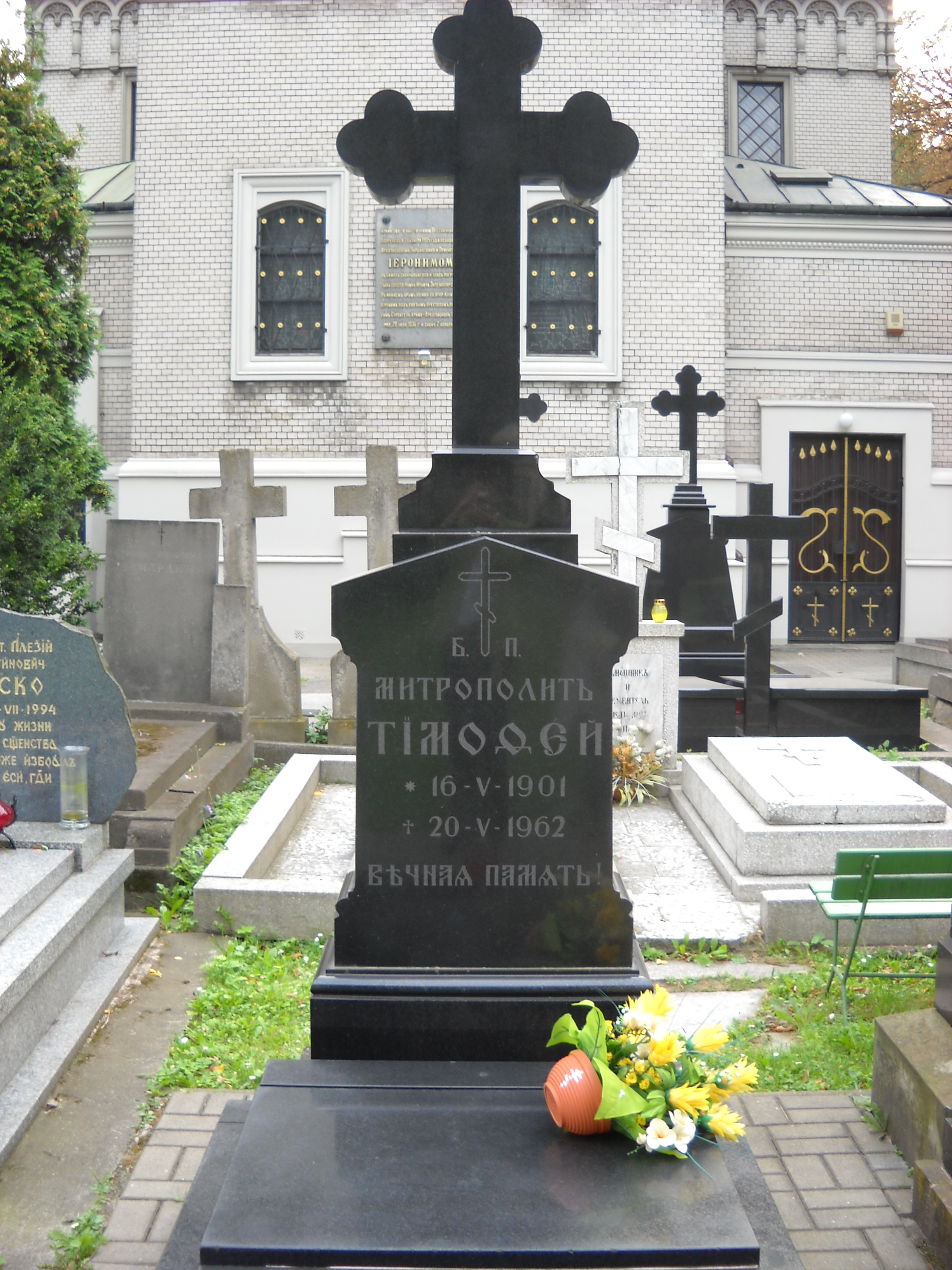
Могила митрополита Тимофія

Після смерті митрополита Макарія, 5 травня 1961 був обраний митрополитом Варшавським та всієї Польщі.
У 1961 створив у Варшаві польсько-мовний приход із священиком Єжи Клінгером, який незабаром припинив діяльність через брак вірян.
У червні 1961 був удостоєний вченого ступеню доктора богослов'я.
Очолював делегацію Польської православної церкви на І Родоську Всеправославну нараду, що відбулася 24 вересня — 1 жовтня 1961.
Помер 20 травня 1962. Був похований на православному цвинтарі при храмі Іоанна Лествічника у Варшаві.